# Lordiphosa ramula
Lordiphosa ramula är en tvåvingeart som beskrevs av Zhang 1993. Lordiphosa ramula ingår i släktet Lordiphosa och familjen daggflugor. Inga underarter finns listade i Catalogue of Life.